# Masaya Jitozono
Masaya Jitozono (地頭薗 雅弥 Jitozono Masaya?, nacido el 6 de septiembre de 1989 en Chiba) es un futbolista japonés que se desempeña como centrocampista.

## Trayectoria

### Clubes
| Club                     | País      | Año         |
| ------------------------ | --------- | ----------- |
| SC Sagamihara            | Japón     | 2012 - 2015 |
| Albirex Niigata Singapur | Singapur  | 2016 - 2017 |
| Sabah FA                 | Malasia   | 2017        |
| Nongbua Pitchaya FC      | Tailandia | 2017 -      |

## Estadística de carrera

### J. League
| Club          | Año   | J. League | J. League | Copa J. League | Copa J. League | Total | Total |
| Club          | Año   | Part.     | Goles     | Part.          | Goles          | Part. | Goles |
| ------------- | ----- | --------- | --------- | -------------- | -------------- | ----- | ----- |
| SC Sagamihara | 2014  | 7         | 0         | -              | -              | 7     | 0     |
| SC Sagamihara | 2015  | 0         | 0         | -              | -              | 0     | 0     |
| Total         | Total | 7         | 0         | 0              | 0              | 7     | 0     |